# Lycosa immanis
Lycosa immanis este o specie de păianjeni din genul Lycosa, familia Lycosidae, descrisă de L. Koch, 1879. Conform Catalogue of Life specia Lycosa immanis nu are subspecii cunoscute.